# Revacha
Revacha (hebrejsky רְוָחָה‎, doslova „Blahobyt“, v oficiálním přepisu do angličtiny Rewaha, přepisováno též Revaha) je vesnice typu mošav v Izraeli, v Jižním distriktu, v Oblastní radě Šafir.

## Geografie
Leží v nadmořské výšce 85 metrů v pobřežní nížině, v regionu Šefela. Západně od vesnice protéká vodní tok Lachiš.
Obec se nachází 16 kilometrů od břehu Středozemního moře, cca 48 kilometrů jižně od centra Tel Avivu, cca 50 kilometrů jihozápadně od historického jádra Jeruzalému a 9 kilometrů jižně od města Kirjat Mal'achi. Revachu obývají Židé, přičemž osídlení v tomto regionu je etnicky převážně židovské.
Revacha je na dopravní síť napojena pomocí dálnice číslo 35.

## Dějiny
Revacha byla založena v roce 1953. Novověké židovské osidlování tohoto regionu začalo po válce za nezávislost tedy po roce 1948, kdy oblast ovládla izraelská armáda. Tehdy také zanikla arabská vesnice Hatta, jež stávala na východním okraji nynější židovské vesnice.
Zakladatelem mošavu byli Židé z Kurdistánu a Iráku napojení na náboženskou sionistickou organizaci ha-Po'el ha-Mizrachi. Původně se osada nazývala Zavdi'el Bet (זבדיאל ב). Místní ekonomika je založena na zemědělství (rostlinná výroba, pěstování ovoce a květin, chov dobytka). Probíhá stavební expanze (77 nových bytových jednotek).

## Demografie
Podle údajů z roku 2014 tvořili naprostou většinu obyvatel v Revacha Židé (včetně statistické kategorie "ostatní", která zahrnuje nearabské obyvatele židovského původu ale bez formální příslušnosti k židovskému náboženství).
Jde o menší obec vesnického typu s dlouhodobě mírně rostoucí populací. K 31. prosinci 2014 zde žilo 534 lidí. Během roku 2014 populace stoupla o 2,3 %.
| Rok            | 1961 | 1972 | 1983 | 1995 | 2001 | 2003 | 2004 | 2005 | 2006 | 2007 | 2008 | 2009 | 2010 | 2011 | 2012 | 2013 | 2014 |
| -------------- | ---- | ---- | ---- | ---- | ---- | ---- | ---- | ---- | ---- | ---- | ---- | ---- | ---- | ---- | ---- | ---- | ---- |
| Počet obyvatel | 486  | 546  | 501  | 422  | 420  | 430  | 428  | 435  | 449  | 453  | 463  | 478  | 485  | 498  | 513  | 522  | 534  |